# Gyllene kronan
Gyllene kronan var iranska flygvapnets konstflygardivision. Den grundades 1958 och upplöstes 1979 i iranska revolutionen.

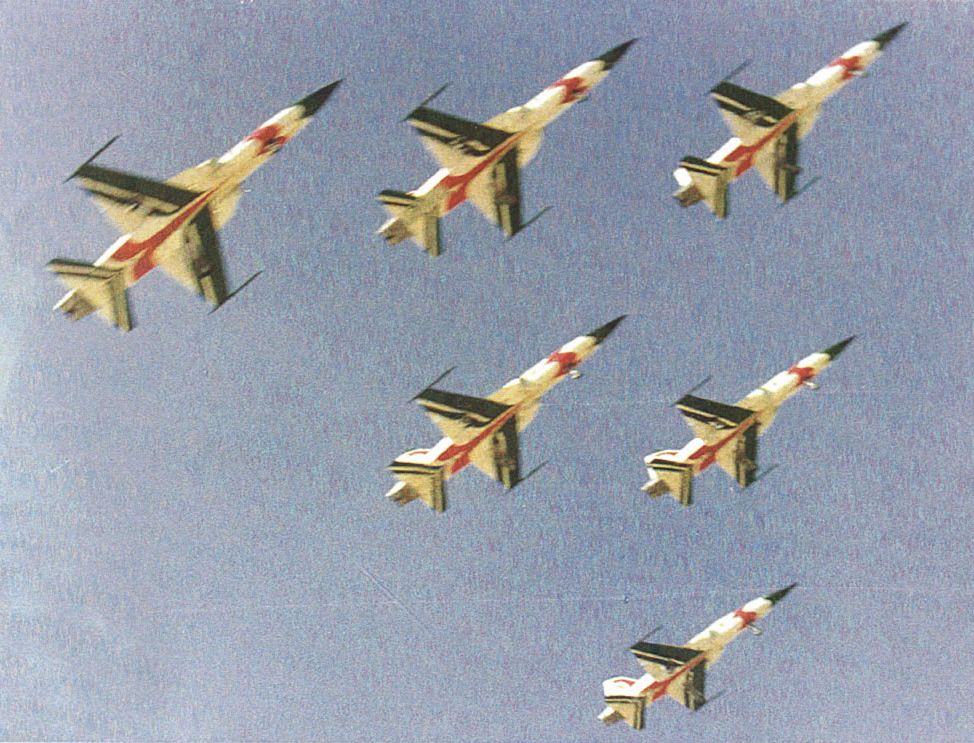
Gyllene krona